# 호밀맥주

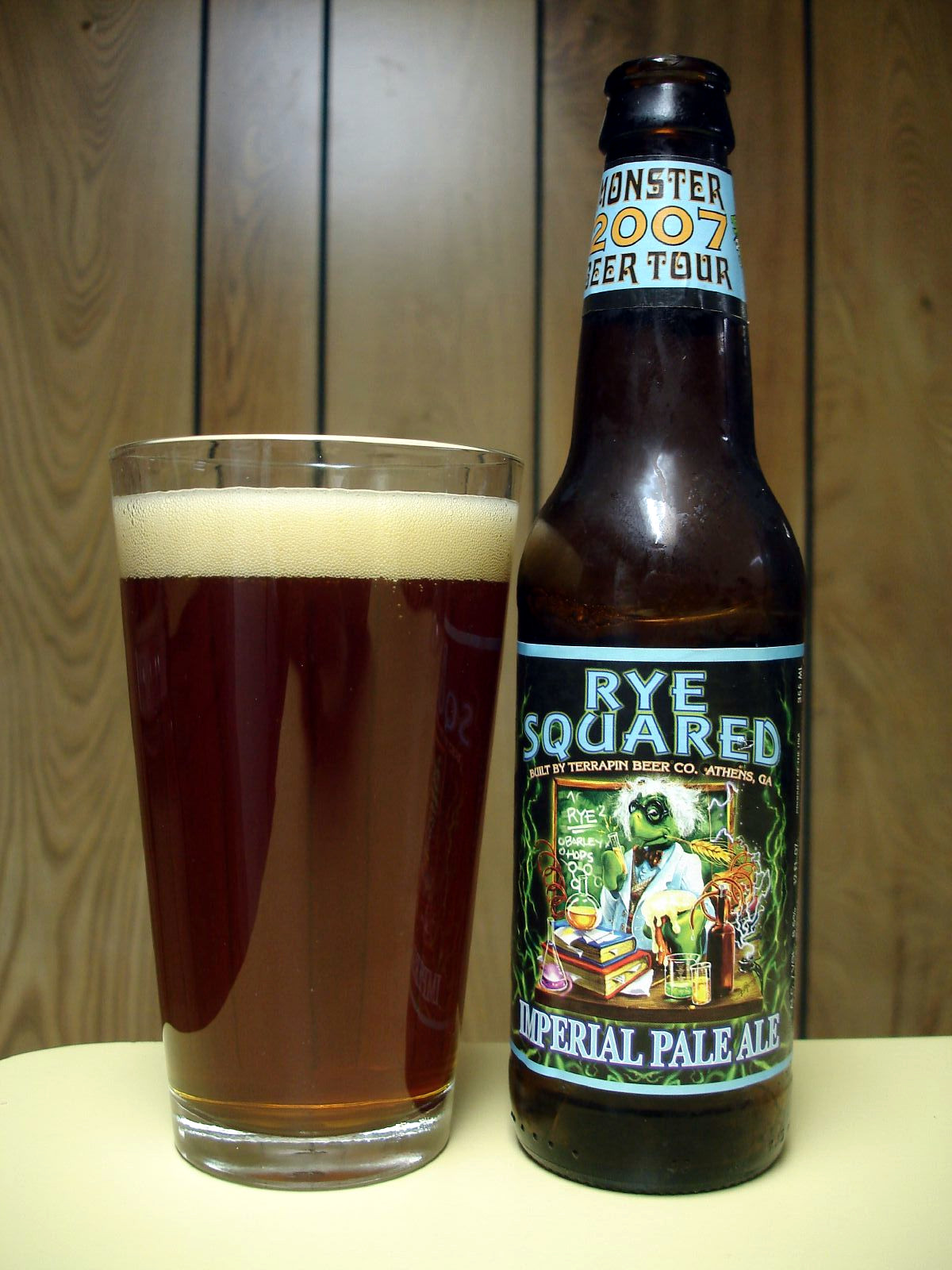
호밀맥주

호밀맥주(Rye beer)는 보리 맥아에 풍미를 더해주기 위하여 호밀을 일정 비율 첨가하여 만든 맥주를 가리킨다.